# Denali Borough
Denali Borough är en borough i den amerikanska delstaten Alaska. Dess säte är Healy. Enligt 2000 års folkräkning hade boroughen en befolkning på 1 826 invånare. 
Nordamerikas högsta berg Denali och en del av Denali nationalpark ligger i Denali Borough. 

## Geografi
Enligt United States Census Bureau har countyt en total area på 33 086 km². 33 022 km² av den arean är land och 65 km² är vatten. 

### Angränsande områden
Denali Borough gränsar till Yukon-Koyukuk Census Area i nord och i väst, Fairbanks North Star Borough i nordöst, Southeast Fairbanks Census Area i öst och Matanuska-Susitna Borough i syd.

### Städer och samhällen
- Anderson
- Cantwell
- Ferry
- Healy
- Denali Park (tidigare McKinley Park)